# Carla Brill
Carla Brill (* 27. Dezember 1906 in Frankfurt am Main; † 31. August 1994 ebenda) war eine deutsche Bildhauerin, Malerin und Zeichnerin.

## Leben
Von 1924 bis 1928 absolvierte Carla Brill ein Studium an der damaligen Kunstgewerbeschule in Frankfurt am Main, die später mit der Städelschule vereint wurde. Dort war sie Schülerin von Johann Vincenz Cissarz und wurde in die 1927 neu gebildete Meisterklasse von Max Beckmann aufgenommen. Nach ihrem Studium der Malerei wandte sich Brill der Bildhauerei zu und wechselte 1928 an die Vereinigten Staatsschulen für Freie und Angewandte Kunst in Berlin. Ihre Lehrer dort waren Karl Hofer und Hans Meid, 1932/33 Edwin Scharff und von 1939 bis 1941 Wilhelm Gerstel.
In den 1930er Jahren enthielt Brill sich weitestgehend einer öffentlichen künstlerischen Tätigkeit. Nachdem Wilhelm Gerstel sie im Jahr 1939 als Meisterschülerin aufgenommen hatte, erhielt sie 1942 den Rompreis der Preußischen Akademie, der ihr 1942/43 einen Aufenthalt an der Villa Massimo in Rom ermöglichte. Danach kehrte sie nach Berlin zurück. 1945 zog sie als freischaffende Künstlerin nach Biberach an der Riß in Oberschwaben und sieben Jahre später wieder nach Frankfurt, wo sie auch als Kostümbildnerin für das Theater tätig war. Nach ihrer Pensionierung widmete sie sich nur noch der Malerei und der Zeichenkunst.

## Werk
Zum Werk Brills gehören Bronzen, Plastiken und auch einige Reliefs, zum größten Teil sind Gemälde und Zeichnungen in Graphit, Kreide Bleistift und Tinte erhalten. Ein wesentliches Sujet ihrer Zeichnungen und der Malerei waren das Porträt und der Akt, den sie häufig aus einer großen Anzahl von Farben und in surrealen Lichtverhältnissen gestaltete. Das Spätwerk Carla Brills ist vor allem von der Zeichnung geprägt, auch hier herrscht die Aktdarstellung vor.

## Ausstellungen
- 1980–81 Karmeliterkloster, Frankfurt am Main
- 1981 Ausstellung der Frankfurter Versicherungs-AG zusammen mit der Galerie Meyer Ellinger, Frankfurt am Main
- 1982 Galerie der Dresdner Bank, Frankfurt am Main
- 1984 Galerie der Frankfurter Sparkasse 1822; Ausstellung der „Frankfurter Künstlergesellschaft e. V.“, Frankfurt am Main
- 1989 Galerie Heussenstamm Stiftung, Frankfurt am Main
- 1991 Galerie am Fachfeld in der Heinrich-Kraft-Schule, Frankfurt am Main